# Polskie średniowieczne roty sądowe

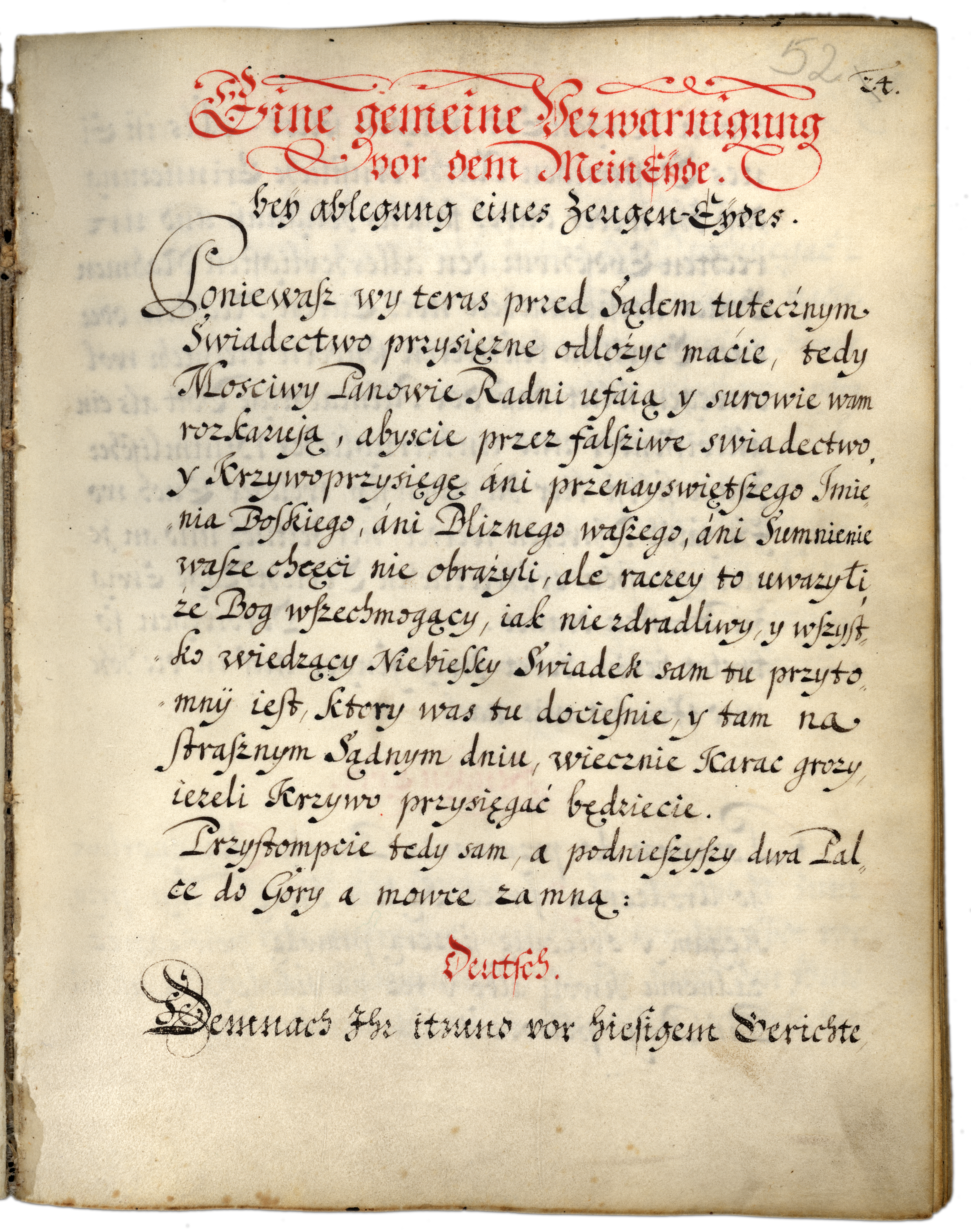
Tekst polskiej roty sądowej spisanej w 1702 roku we Wrocławiu.

Polskie średniowieczne roty sądowe – teksty przysiąg (rot) sądowych w języku polskim, zapisane w księgach z XIV i XV wieku .

## Przysięgi świadków
Ówczesne akta sądowe notowane były po łacinie, jednak przysięgi świadków zapisywano z reguły w formie oryginalnej. Zaczynały się zwykle one od formuły (w transkrypcji): Tako mi pomoży Bog.... Pierwsze zapisane roty zwykle są krótkie, późniejsze dłuższe. Najstarsze roty w języku polskim odnaleziono w wielkopolskich księgach sądowych poznańskich (1386) i pyzdrskich (1392) oraz małopolskich (1394). Z następnego wieku znane są roty kaliskie, kościańskie, gnieźnieńskie, piotrkowskie, pilzneńskie, sieradzkie, łęczyckie, brzeskokujawskie, radomskie, sandomierskie, warszawskie, wareckie, czerskie, jak również kolejne roty poznańskie i krakowskie. Teksty rot stanowią jedne z najstarszych tekstów w języku polskim pisanych prozą.
Roty są bardzo cennym źródłem do badania dziejów języka polskiego z kilku powodów:
- Dokładne datowanie i lokalizacja. Każdy okręg sądowy w średniowiecznej Polsce prowadził własną kancelarię, a posiedzenia sądów oraz zeznania świadków spisywane były w stałych miejscach o określonej lokalizacji[6]. Dzięki temu roty są precyzyjnie datowane i zlokalizowane[6].

- Język potoczny. Można przypisać im status socjolingwistyczny mówcy. Nawet w przypadku przekształcenia przez sądowego pisarza, zakłada się, że pozbawione są literackiej stylizacji i oddają potoczny język. Potoczny charakter wypowiedzi ukazuje też mentalność i kulturę średniowiecza. Zawierają przy tym wulgaryzmy i błędy składniowe[3]. Sprawy sądowe dotyczyły zwykle życia codziennego (majątek, spadki, długi, zobowiązania, kradzieże itp.), dlatego roty zawierają wiele wyrazów, nieobecnych w innych zabytkach językowych, mających przeważnie charakter religijny[7].

- Dialektyzmy. Są materiałem do badania polskich dialektów i różnic regionalnych polszczyzny, gdyż potoczne wypowiedzi świadków zawierały naleciałości gwarowe[6]. Zachowane roty pochodzą najczęściej z Wielkopolski i Małopolski, znane są jednak także roty z Mazowsza[8].

- Obszerność materiału. Poszczególne roty są krótkie, zwykle jednozdaniowe, ale ich duża liczba sprawia, że składają się na obszerny materiał językowy[9]. Zbiór rot tylko z sześciu wielkopolskich powiatów sądowych (poznański, kościański, kaliski, pyzdrski, gnieźnieński i koniński) obejmuje ponad 6 tys. pozycji[9].

## Przysięgi urzędowe
Oprócz spisanych po polsku zeznań świadków, powodów, oskarżonych oraz innych uczestników średniowiecznych procesów w aktach procesowych zachowały się również formuły urzędowych przysiąg wójtów, ławników, rajców i rzemieślników. Przysięgi takie zawiera:
- Rękopis Biblioteki Narodowej (sygn. akc. 9869, wcześniej w Bibliotece Baworowskich) z 2. ćwierci XV w., prawdopodobnie z Krakowa. Dokument zawiera zbiory praw miejskich w języku niemieckim i łacińskim. Na pierwszej karcie wpisano prawdopodobnie w 2. połowie XV w. formuły przysiąg wójta, ławników i rajców[10].
- Rękopis Biblioteki Jagiellońskiej (nr 168) z XIV w., zawierający zbiór praw magdeburskich w języku niemieckim należący do rady miejskiej Krakowa. Na ostatniej karcie (176) w początkach XVI w. wpisana została przysięga ławnika[10].

## Przykłady
Roty pyzdrskie
- „Jako to świadczymy, jako Anka zabiła Maciejewi wieprz i na wągrodzie mu nie dała paść” (1392)[5].

Roty krakowskie
- „Tako nam Bog pomoży, jako prawie wiemy i świadczymy, eż Halżka trzyma ode cztyr lat dziedzinę z pokojem, a Smichna k tej nie ma niczs.” (1396)[11]

Roty poznańskie
- „Jako są temu minęła trzy lata, jako Bieniaszek Jakuszowi ręczył.” (1397)[12]
- „Jako to świadczymy, jako od Wojciechowego ognia zgorzało Dobrogostowi za dwadziejście gr(z)ywien.” (1397)[12]
- „Jakom nie wadził Piotraszewi pr(z)edać poł Raszkowa, aniśm (m)u kupcew odganiał.” (1397)[12]

Roty kościańskie
- „Jako to świadczymy, jako kiedy Budziwoj przyszedł żędać prawa na złodzieja, tedy Mikołaj przyszedw ze dwiemanaciema panicoma a ze dwiemadziestoma kmiecioma i dał mu [w lice] policzek [i k temu ji bił] i ranę tylcem” (1398)[13].

Roty warszawskie
- „Jakom ja nie wywoził Witkowa gnoju dwiema wozoma samowtor.” (1424)[14]